# Макдональд Джонс Стедіум
Міжнародний спортивний центр Ньюкаслу (англ. Newcastle International Sports Centre), офіційно відомий як «Макдональд Джонс Стедіум» (англ. McDonald Jones Stadium) зі спонсорської причини — це багатоцільовий спортивний стадіон, розташований у Ньюкаслі, Австралія.
Є домашньою ареною клубів «Ньюкасл Найтс» (Національна регбійна ліга) та «Ньюкасл Джетс» (футбольна A-Ліга). Він належить урядові Нового Південного Уельсу і перебуває під управлінням NWS Mestaes. Завдяки минулим спонсорським угодам, стадіон раніше був відомий як «Марафон» (англ. Marathon Stadium), «ЕнерджіАвстралія» (англ. EnergyAustralia Stadium), «Осгрід» (англ. Ausgrid Stadium) та «Гантер» (англ. Hunter Stadium). Міжнародний спортивний центр Ньюкасла також відомий як «Ньюкасл Стедіум» (англ. Newcastle Stadium), коли він використовується під час змагань АФК та ФІФА через заборону спонсорських назв.

## Історія
Будівництво стадіону розпочалося 1 грудня 1967 року, а офіційно його відкрила королева Єлизавета II 10 квітня 1970 року. Спочатку він був відомий як Міжнародний спортивний центр і донині є частиною комплексу ISC. Тоді ігрова поверхня мала овальну форму, що дозволило використовувати його для регбі, футболу та крикету.
В 1986 році на арені стала грати регбійна команда «Ньюкасл Найтс» і перетворила його з овального на прямокутний.
У 1992 році місцева компанія Marathon Tyres стала спонсором і отримала права на іменування стадіону, і він був перейменований на «Марафон Стедіум».
Наприкінці 2001 року постачальник енергії EnergyAustralia взяв на себе права на найменування, і таким чином стадіон знову змінив назву. У лютому 2011 року було оголошено, що стадіон буде перейменований на «Осгрід Стедіум» після того, як EnergyAustralia була перейменована на «Ausgrid».
Перед реконструкцією стадіон мав потужність 28 000 глядачів, в тому числі 5 000 на головній трибуні. Рекорд відвідуваності на спортивному заході — 32 642 осіб, був встановлений в липні 1995 року на регбійному матчі. Незважаючи на відсутність інцидентів, згодом поліція попросила знизити дозволену потужність з міркувань безпеки.
Після виходу на пенсію колишнього капітана «Лицарів» Ендрю Джонса, нова східна трибуна була перейменована на Ендрю Джонс Стенд на честь Джонса у неділю 22 квітня 2007 року.
Назву Міжнародний спортивний центр Ньюкаслу в основному використовують ті, хто хоче називати стадіони за оригінальними назвами, зокрема некомерційні організації на зразок Австралійської корпорації мовлення та ті, що мають інші корпоративні інтереси, такі як FIFA або Азійська конфедерація футболу.
У жовтні 2016 року місцева компанія McDonald Jones Homes стала новим спонсором і отримала права на іменування стадіону, завдяки чому він отримав назву «Макдональд Джонс Стедіум». Ця нова угода була підписана на 5 років.

## Використання

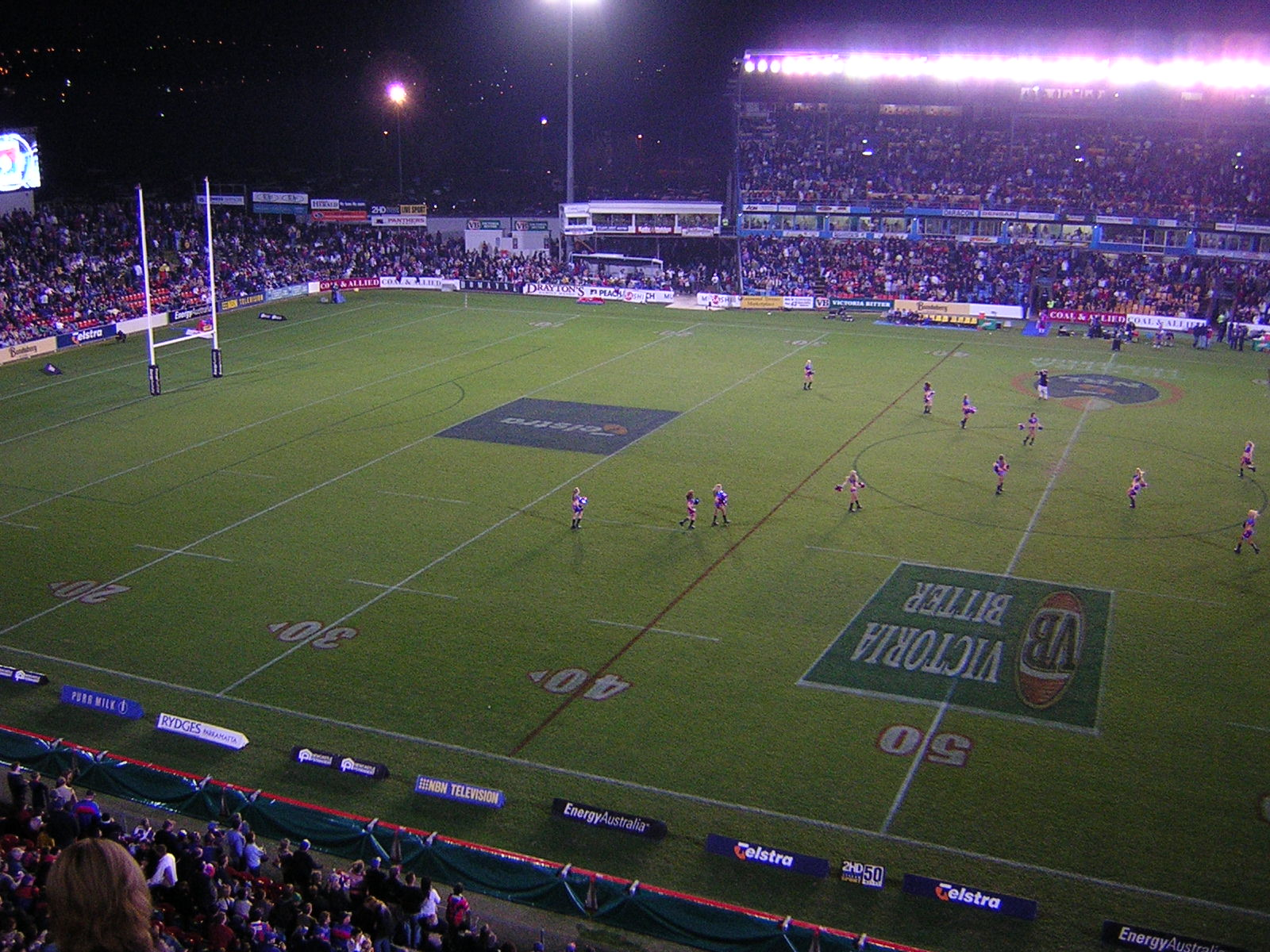
Регбійний матч за участі «Ньюкасл Найтс» на стадіоні. 2005 рік.

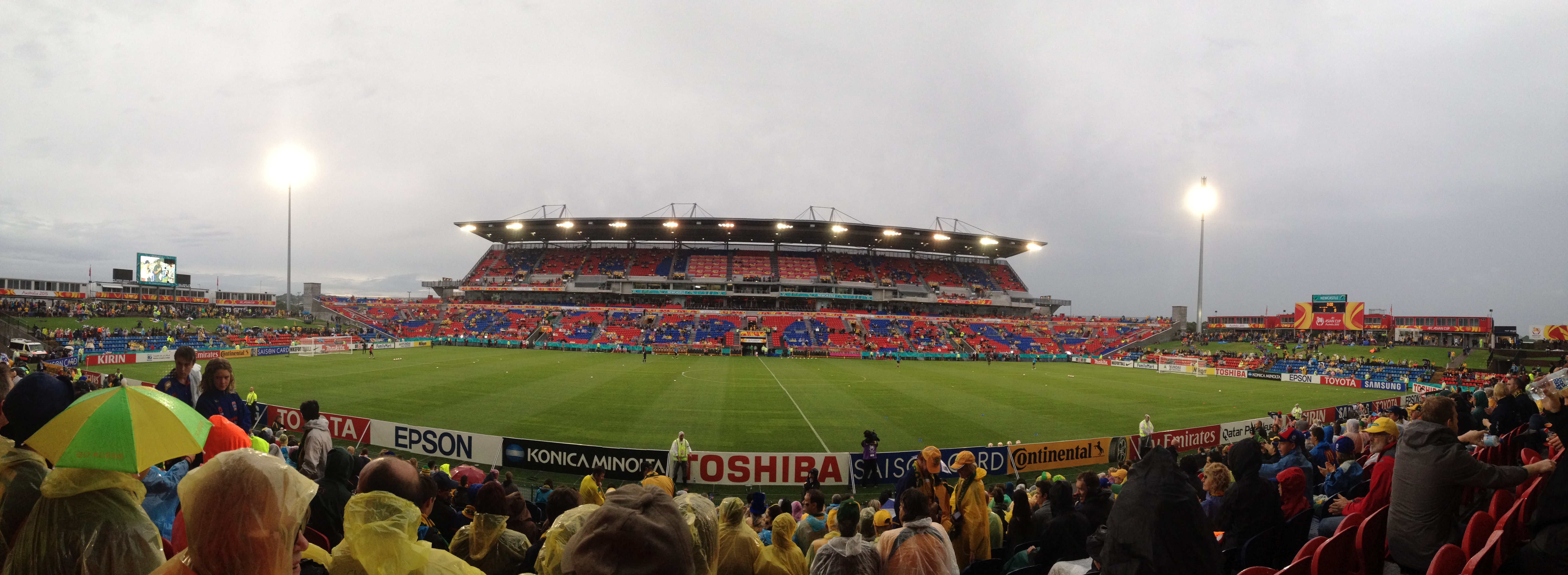
«Гантер Стедіум» під час півфіналу Кубка Азії з футболу 2015 року між Австралією та ОАЕ.

### Регбіліг
«Ньюкасл Найтс» з Національної ліги з регбі є господарями стадіону з моменту утворення клубу в 1988 році.
У жовтні 2011 року на майданчику відбувся товариський матч з регбі між Австралією та Новою Зеландією. Ця подія встановила новий рекорд відвідуваності на спортивних змаганнях — 32 890 глядачів.

### Футбол
Під час змагань у Національній футбольній лізі на цьому стадіоні три клуби проводили свої домашні матчі: «Ньюкасл КБ Юнайтед» (1978–84); «Ньюкасл Роузбад Юнайтед» (1984–86) та «Ньюкасл Юнайтед Джетс» (2000–04). Чемпіонат НФЛ припинив своє існування у 2004 році.
У 2005 році було створене нове змагання — A-Ліга. «Ньюкасл Юнайтед Джетс» був учасником новоствореного турніру і з тих пір грав на цьому майданчику.
На стадіоні також відбулися два матчі групового етапу Кубка Азії з футболу 2015 року, а також півфінал між Австралією та Об'єднаними Арабськими Еміратами та матч за третє місце між Об'єднаними Арабськими Еміратами та Іраком .
У лютому 2017 року було оголошено, що у вересні того ж року тут відбудеться гранд-фінал Національної прем'єр-ліги Північного Нового Південного Уельсу. У матчі зустрілись «Еджворт Іглз» та "Лембтон Джаффас" (0:2), яки зіграли за присутності 4174 чоловік.
Гранд-фінал А-ліги 2018 року відбувся тут 5 травня 2018 року, але «Ньюкасл Джетс» програв 0:1 «Мельбурн Вікторі» і не став чемпіоном.

### Бейсбол
Бейсбольна команда «Гантер Іглз» була сформована для сезону Австралійської бейсбольної ліги 1994–95 років. «Орли» грали в австралійській Бейсбольній лізі до кінця сезону 1997–98 років.

## Головні матчі

### Регбі-ліг
На стадіоні проходили товариські матчі з регбі, а також один матч кубка світу.

### Кубок світу з регбі2008
| Дата             | Результат                    | Відвідуваність |
| ---------------- | ---------------------------- | -------------- |
| 6 листопада 2008 | Нова Зеландія — Англія 36–24 | 15,145         |

### Кубок Азії з футболу 2015
| Дата               | Раунд      | Команда 1 | Результат | Команда 2 | Відвідуваність |
| ------------------ | ---------- | --------- | --------- | --------- | -------------- |
| 12 січня 2015 року | Група      | Японія    | 4–0       | Палестина | 17,147         |
| 17 січня 2015 року | Група      | Оман      | 1–0       | Кувейт    | 7 499          |
| 27 січня 2015 року | Півфінал   | Австралія | 2–0       | ОАЕ       | 21,079         |
| 30 січня 2015 року | За 3 місце | ОАЕ       | 3–2       | Ірак      | 12 829         |